# 情報学研究科
情報学研究科（じょうほうがくけんきゅうか、英: Graduate School of Informatics）は、情報学を専攻的に教育・研究する、大学院の研究科である。
似た研究科に、情報科学・情報工学・情報理工学等の名を冠する情報科学研究科（じょうほうかがくけんきゅうか）、情報科学の実用的な応用を重視する応用情報科学研究科（おうようじょうほうかがくけんきゅうか）、情報学の理工学的な側面を中心に取り扱う情報理工学研究科（じょうほうりこうがくけんきゅうか）や情報理工学系研究科（じょうほうりこうがくけいけんきゅうか）、情報の安全についてを主に取り扱う情報セキュリティ研究科（じょうほうセキュリティけんきゅうか）、情報学に加えて幅広い学問を学際的に教育・研究していく総合情報学研究科（そうごうじょうほうけんきゅうか）や総合情報研究科（そうごうじょうほうけんきゅうか）などがある。また、研究科以外の大学院組織としては、東京大学の情報学環（じょうほうがっかん）・学際情報学府（がくさいじょうほうがくふ）がある。（学環・学府については、「研究科」などの項目を参照のこと。）

## 概要
情報学そのものについては「情報学」の記事を参照のこと。学際的な領域であるためか、特に国立大学では独立研究科として設けられることも多い。学位は通例、「修士（情報学）」、「博士（情報学）」などを授与するほか、「博士（学際情報学）」、「博士（社会情報学）」（東京大学大学院学際情報学府）、「博士（情報科学）」（東北大学大学院情報科学研究科）、「博士（総合学術）」（京都大学大学院情報学研究科で博士学位プログラムの学位基準を満たす場合）などの例がある。専攻分野に「情報学」と付記された学位を授与する研究科等はめずらしく、「学士（情報学）」とともにこれらの学位を授与する大学は多くない。

## 情報学研究科などを持つ大学

### 情報学研究科

#### 国立大学
- 京都大学 - 博士前期課程・博士後期課程
- 静岡大学 - 修士課程
- 名古屋大学 - 博士前期課程・博士後期課程

#### 公立大学
- 大阪公立大学 - 博士前期課程・博士後期課程

#### 私立大学
- 明星大学 - 博士前期課程・博士後期課程
- 帝京平成大学 - 博士前期課程・博士後期課程
- 文教大学 - 修士課程
- 大同大学 - 修士課程

### 情報科学研究科

#### 国立大学
- 北海道大学 - 博士前期課程・博士後期課程
- 東北大学 - 博士前期課程・博士後期課程
- 大阪大学 - 博士前期課程・博士後期課程
- 北陸先端科学技術大学院大学 - 博士前期課程・博士後期課程
- 奈良先端科学技術大学院大学 - 博士前期課程・博士後期課程

#### 公立大学
- 愛知県立大学 - 博士前期課程・博士後期課程
- 広島市立大学 - 博士前期課程・博士後期課程

#### 私立大学
- 法政大学 - 博士前期課程・博士後期課程
- 大阪工業大学 - 博士前期課程・博士後期課程

### 情報技術研究科

#### 私立大学
- 神戸情報大学院大学 - 専門職学位課程

### 応用情報科学研究科

#### 公立大学
- 兵庫県立大学 - 博士前期課程・博士後期課程

### 応用情報技術研究科

#### 私立大学
- 京都情報大学院大学 - 専門職学位課程

### 情報系工学研究科

#### 公立大学
- 岡山県立大学 - 博士前期課程・博士後期課程

### 情報理工学研究科

#### 国立大学
- 東京工業大学 - 修士課程・博士後期課程
- 電気通信大学 - 博士前期課程・博士後期課程

#### 私立大学
- 立命館大学 - 博士前期課程・博士後期課程

### 情報理工学系研究科

#### 国立大学
- 東京大学 - 修士課程・博士後期課程（詳しくは東京大学大学院情報理工学系研究科を参照のこと）

### 総合情報学研究科

#### 私立大学
- 関西大学 - 博士前期課程・博士後期課程
- 東洋大学 - 博士前期課程・博士後期課程
- 東京情報大学 - 博士前期課程・博士後期課程
- 明治大学 - 修士課程

### 総合情報研究科

#### 私立大学
- 岡山理科大学 - 修士課程

### 情報セキュリティ研究科

#### 私立大学
- 情報セキュリティ大学院大学 - 博士前期課程（2年制）・博士前期課程（1年制）・博士後期課程

### 地域情報学研究科

#### 公立大学
- 福知山公立大学 - 修士課程

#### 日本国外の制度に基づく大学
- カーネギーメロン大学日本校 - 修士課程:MSIT-IS (Master of Science in Information Technology - Information Security)

### 研究科以外の大学院組織

#### 国立大学
- 東京大学大学院情報学環（研究組織）
- 東京大学大学院情報学環教育部（教育組織） - 特別研究生制度（2年制）
- 東京大学大学院学際情報学府（教育組織） - 修士課程・博士後期課程